# August Born
Heinrich Walter August Born (* 1923; † 10. Dezember 1998) war ein deutscher Politiker (EWG). Er war von 1989 bis 1994 Bürgermeister der nordrhein-westfälischen Stadt Ennepetal.

## Leben
August Born erlernte den Beruf eines Maschinenschlossers. Mit seinem jüngeren Bruder Martin, gelernter Kaufmann, war er Inhaber einer Werkzeugfabrik in Ennepetal-Milspe, die mit Stand 2020 in der vierten Generation als Familienbetrieb fortbesteht. August Borns Nichte Cornelia Born-Maijer, Inhaberin einer therapeutischen Praxis, kandidierte als freie und unabhängige Kandidatin für die Ennepetaler Bürgermeisterwahl 2020 und erhielt 11,47 Prozent der gültigen Stimmen.

## Fußballspieler
August Born war ein begeisterter Fußballspieler. Er begann mit elf Jahren beim TuS Milspe, der 1952 zum TuS Ennepetal wurde. Er gehörte zum Beispiel der Mannschaft an, die in der Saison 1946/47 der Landesliga Westfalen, der damaligen höchsten Liga, vor 12.000 Zuschauern am Bremenplatz 2:2 gegen FC Schalke 04 spielte. Ab 1988 war er 1. Vorsitzender des TuS Ennepetal.

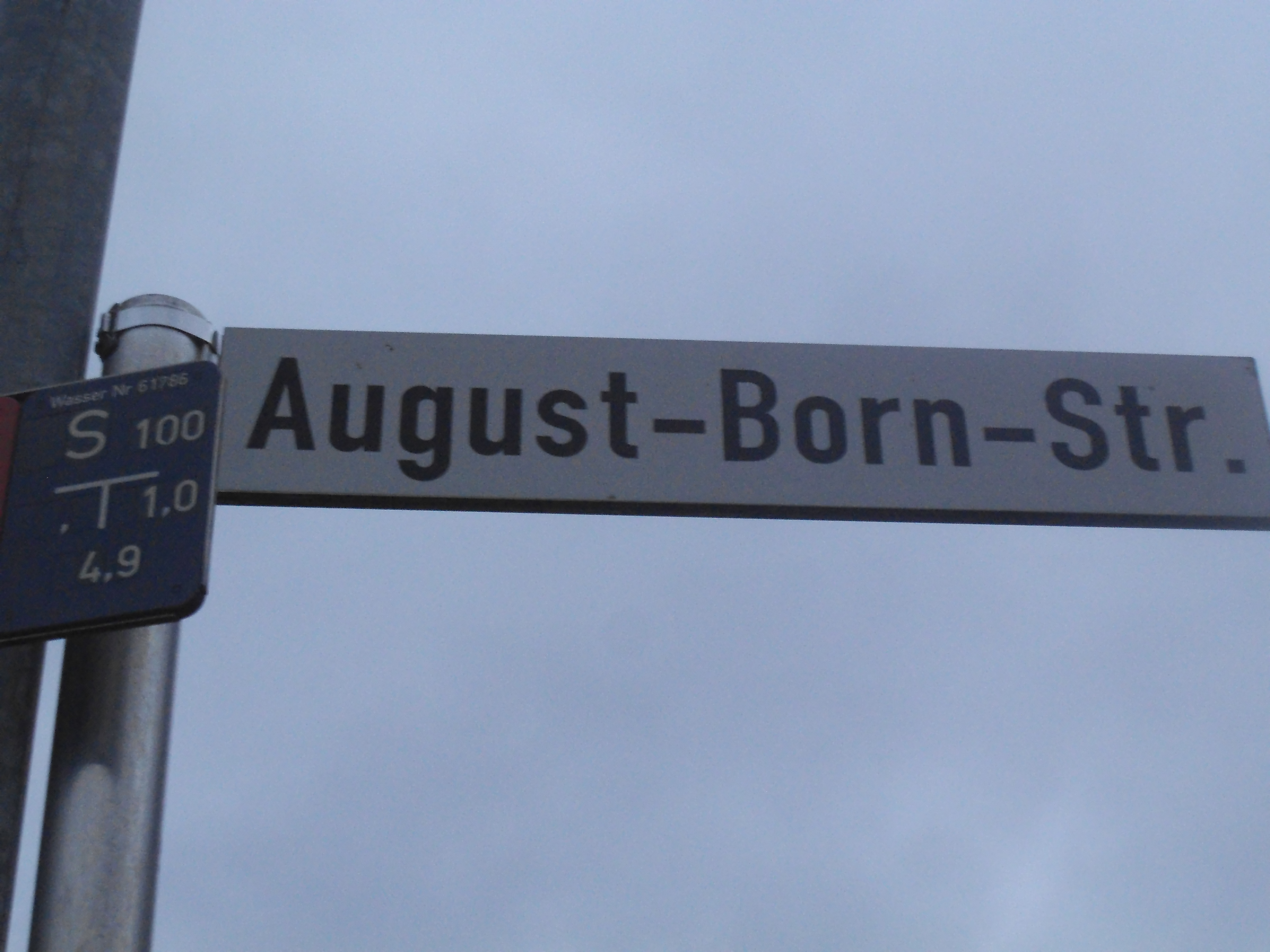
Eine nach August Born benannte Straße in Ennepetal

## Politik
Seit 1975 bis zu seinem Tod war er Stadtratsmitglied für die Wählergruppe Ennepetaler Wählergemeinschaft (EWG), die Vorläuferin der Freien Wähler Ennepetals (FWE). Die Partei hatte er 1974 mitgegründet. Im Stadtrat war er Mitglied mehrerer Ausschüsse, zum Beispiel viele Jahre lang Vorsitzender des Sportausschusses.
Ab 1987 war August Born als Nachfolger des verstorbenen Werner Mürmann in der Amtszeit von Friedrich Döpp Vizebürgermeister Ennepetals. Von 1989 bis 1994 wurde Born für eine Amtszeit zum 1. Bürgermeister gewählt. Unter seinem Nachfolger Gerd Dessel war Born während dessen gesamten Amtszeit bis August 1998 erneut Vizebürgermeister.
Er war Mitglied im Städte- und Gemeindebund Nordrhein-Westfalen.

## Ehrungen
Eine Straße in einem Neubaugebiet am oberen Strückerberg des Ennepetaler Ortsteils Büttenberg wurde nach ihm benannt.